# Гнінські

Герб Трах.

Ґнінські, або Гні́нські (пол. Gnińscy, Gniński) — шляхетський рід гербу Трах. Походить від великополської гілки німецького роду Трахів із Сілезії. Також — Трах-Гнінські.

## Представники
- Ян Кшиштоф Ґнінський (бл. 1620—1685) — підскарбій надвірний коронний, воєвода хелмінський, мальборкський, підканцлер коронний, маршалок Сеймів 1659 і 1664/1665 років; староста ґнєзненський, наклоський, радзинський, кішпорський, гоньондзький, городоцький, книшинський, ковалевський.
  - Ян Гнінський (1647—1703) — воєвода чернігівський, брацлавський, поморський; староста радзинський, книшинський, городоцький і скаршевський.
  - Ян Хризостом Бенедикт Ґнінський (пом. 1715) — коронний референдар, латинський кам'янецький єпископ.